# Dipartimento di Oualata
Il dipartimento di Oualata è un dipartimento (moughataa) della regione di Hodh-Charghi in Mauritania con capoluogo Oualata, unico comune del dipartimento.